# Gliese 588
Gliese 588 är en ensam stjärna belägen i den mellersta delen av stjärnbilden Vargen. Den har en  skenbar magnitud av ca 9,31 och kräver ett mindre teleskop för att kunna observeras. Baserat på parallax enligt Gaia  Early Data Release 3 på ca 169,0 mas beräknas den befinna sig på ett avstånd av ca 430 ljusår (ca 131 parsec) från solen. Den rör sig bort från solen med en heliocentrisk radialhastighet av ca 21 km/s.

## Observation
Enligt Luytens (1979) (katalog LHS, såväl som NLTT), upptäcktes detta objekt av Innes vid Union Observatory(UO), Sydafrika. Men i Ci 20-katalogen (se nummer 934) betecknades stjärnan som "CD -40 7021", inte "UO". Detta kan tyda på att Gliese 588 först katalogiserades tidigare, i Cordoba Durchmusterung av John M. Thome 1894.ref name="K"/> Notera: den verkliga CD-beteckningen för Gliese 588 är "CD-40 9712", inte "CD -40 7021": GJ 588 har en RA på 15 timmar, men den riktiga CD -40 7021 har en RA på 11 timmar.
Under 2019 rapporterades två tänkbara exoplaneter, som upptäckts genom mätning av radiell hastighet, i omlopp kring Gliese 588, tillsammans med 118 andra exoplaneter i omlopp kring M-dvärgstjärnor. Dessa skulle ha minsta massa av ungefär 2,4 och 10,3 gånger jordmassan och kretsar med perioder på 5,8 och 206 dygn En studie från 2024 hittade inga bevis för planeter kring Gliese 588, då radiella hastighetssignaler med olika perioder detekterades och tillskrevs inneboende stjärnvariabilitet.

## Egenskaper
Gliese 588 är en röd till orange stjärna i huvudserien av spektralklass M2.5 V. Den har en massa av ca 0,43 solmassa, en radie av ca 0,42 solradie och har en effektiv temperatur av ca 3&nbs;600 K. Stjärnan roterar ett varv på 61,3 ± 6,5 dygn.